# Llengües campa
Les llengües campa o kampa, també anomenades pre-andines, són un grup de llengües molt paregudes de la família arawak de l'Amazònia peruana.

## Llengües
El Glottolog utilitza el terme Pre-Andine per a este grup de llengües i, basant-se en Michael (2011) i Pedrós (2018), les classifica de la manera següent:
- Nomatsigenga 2.500-4.000 (1997);[4] 6.500 (2003)[5]
- Asha-Ashe-Kak-Matsi-Nan
  - Matsi-Nan
    - Matsigenka 6.000-8.000 (1997);[4]10.100 (2000);[6] 5.700-13.000 (2007)[7]
    - Nanti

  - Asha-Ashe-Kak
    - Caquinte 300 (2000)[8]
    - Ashe-Asha
      - Ashaninca 15.000-18.000 (1997);[4] 26.100 (2000);[9] 26.000 (2007)[7]
      - Ashe-Asha Nord
        - Ashéninka de Pichis 12.000 (2001)[10]
        - Ashéninka de l'Ucayali-Yurúa 7.870 (2001-2004)[11]
        - Ashéninka del Perené 5.500 (2001)[12]
        - Axininca 4.000 (2000)[13]

      - Ashéninka 12.000-15.000 parlants (1997)[4]
        - Ashéninka de l'Ucayali Sur 13.000 (2002)[14]
        - Ashéninka Pajonal 2.000-4.000 (1997);[4] 12.000 (2002)[15]

L'edició 16 de ethnologue considera l'ashéninka com diverses llengües (entre parèntesis) i afegeix el nanti (480 parlants en 2002) com a llengua addicional.
Hi ha gramàtiques per a l'ashéninka Perené, el nanti, l'aiyíninka Apurucayali i el caquinte.